# باتريك بوير
باتريك بوير هو سياسي كندي، ولد في 4 مارس 1945 في بريسبريدج في كندا. حزبياً، نشط في الحزب الكندي التقدمي المحافظ. وقد انتخب عضو مجلس العموم الكندي.